# Hymenaster pellucidus
Hymenaster pellucidus är en sjöstjärneart som beskrevs av Thomson 1873. Hymenaster pellucidus ingår i släktet Hymenaster och familjen knubbsjöstjärnor. Inga underarter finns listade i Catalogue of Life.